# Day of the Fight
Pour plus de détails, voir Fiche technique et Distribution.
Day of the Fight est le premier court métrage américain de Stanley Kubrick, en noir et blanc, sorti en 1951.

## Synopsis
Day of the Fight montre une journée du boxeur poids moyen irlando-américain Walter Cartier au sommet de sa carrière, le 17 avril 1950, qui est un jour de combat avec le poids moyen Bobby James. 
Le film s'ouvre sur une courte section sur l'histoire de la boxe, puis nous voyons Cartier se préparer pour le combat qui se déroulera à 22 heures. Il prend son petit-déjeuner dans son appartement, se rend à la messe matinale déjeune dans son restaurant préféré. 
À 16 heures, il commence les préparatifs du combat. À 20 heures, il attend dans sa loge de Laurel Gardens à Newark, New Jersey, que le combat commence. On voit ensuite le combat lui-même, que Cartier remporte en un match court.

## Fiche technique
- Réalisation : Stanley Kubrick, assisté d'Alexander Singer (non crédité)
- Scénario : Robert Rein
- Production : Jay Bonafield
- Photographie, montage, son : Stanley Kubrick
- Narrateur : Douglas Edwards
- Musique : Gerald Fried
- Montage : Julian Bergman
- Commentaire : Robert Rein
- Budget : 3 900 $
- Langue : anglais
- Pays de production :  États-Unis
- Durée : 16 min
- Noir et blanc
- Distribution : RKO Pictures, anciennement RKO Radio
- Date de sortie :
  - États-Unis : 26 avril 1951

## Distribution
- Douglas Edwards : Narrateur (voix)
- Vincent Cartier : Lui-même (frère jumeau de Walter) (non crédité)
- Walter Cartier : Lui-même (non crédité)
- Nat Fleischer : Lui-même (historien spécialiste de la boxe) (non crédité)
- Bobby James : Lui-même (adversaire de Walter) (non crédité)
- Stanley Kubrick : Lui-même (Homme à côté du ring avec appareil photo) (non crédité)
- Alexander Singer : Lui-même (Homme à côté du ring avec appareil photo) (non crédité)
- Judy Singer : Elle-même (femme dans la foule) (non crédité)

## Production
Alexander Singer donna la chance à Stanley Kubrick de diriger son premier documentaire. Singer et Kubrick sont des amis d'enfance, s'étant rencontrés dans la William Howard Taft High School, dans le Bronx. Qui plus est, Alexander travaillait pour la revue March Of Time (célèbre série d'actualités cinématographiques) et avait appris que ses patrons dépensaient quarante mille dollars pour réaliser des films de huit ou neuf minutes. Alexander Singer et Stanley Kubrick décidèrent de faire le même genre de film pour dix fois moins cher. 
Avec un budget de 3 900 $, les deux hommes vont tourner le film avec des caméras Eyemo, Kubrick filmant à la main pour les plans du bas, et Singer filmant avec un trépied. Néanmoins, la caméra nécessite un rechargement constant des rouleaux pour filmer, et Stanley Kubrick n'a pas pu filmer le coup de poing final, mais Singer a pu le faire.
Pour la composition de la musique du film, il fait appel à Gerald Fried, un autre ami d'enfance, qui signe alors sa première musique pour un film. Kubrick ne l'a pas payé pour son travail, car : « Il pensait que le fait même que j'aille fait de la musique pour le film, et que cela m'ait fait dans la profession était un paiement suffisant », comme il le dira en 2018 au magazine The Guardian, bien qu'il admette dans la même interview que Kubrick était dans le vrai. Il fera ensuite la musique d'autres films de Stanley Kubrick, notamment celles des Sentiers de la gloire.
Kubrick veut ensuite vendre Day of the Fight à March of Time, mais la revue a fait faillite à ce moment-là. Il vend donc le film à RKO Pictures pour 4 000 $, qui était la somme maximale qu'ils pouvaient payer pour un tel film, ce qui ne lui a rapporté qu'un bénéfice net de 100 $. Cependant, le physicien et auteur Jeremy Bernstein, qui a fait une interview de Stanley Kubrick en novembre 1965 pour The New Yorker, a dit que le film n'était en fait pas rentable, et qu'il avait plutôt perdu ces 100 $.